# Albert Cotó i Fita
Albert Cotó i Fita (Figueres, 13 de febrer del 1852 - Barcelona, 23 d'abril del 1906) va ser intèrpret de piano, director d'orquestra, professor de música i compositor, especialment de sarsueles.

## Biografia
Albert Cotó i Fita era fill del músic Gabriel Cotó, de quie va rebre les primeres classes de solfeig i de violí. Va seguir les lliçons de violí amb Pere Solana i després continuà la seva formació de piano i harmonia amb seu oncle Narcís Fita, compositor i organista de l'església de Sant Pere de Figueres. Amb només 13 anys tocava a l'Orquestra de Figueres i més tard al Teatre. Destacà com a intèrpret de piano i de ben jove va ser pianista del cafè El Siglo. Va dirigir el Cor de l'Erato (1882-1884) i també va formar l'Orquestra Cotó, amb la que va realitzar nombroses gires per l'estranger. El 1888 s'instal·là a Barcelona, on dirigí les orquestres de diversos teatres, un dels quals, Eldorado. Fundà el Vuitet Cotó, que estrenà les seves peces de ball, especialment americanes i valsos (balls vuitcentistes). D'entre la seva ampla obra compositora, tingueren molta anomenada les comèdies escèniques Portofolios musicales. Diverses de les seves obres estan subtitulades com a "peces fàcils per a piano", i possiblement les edità amb finalitats pedagògiques.
Amb motiu del Certamen Choral va guanyar un premi amb la composició La Fira de Santa Creu (Figueres, 1882). Va rebre un premi interpretatiu per la peça La Feliseta (premiada a La Bisbal). Amb motiu de les obres corals escrites la Societat Coral Euterpense de Clavé el va honorar amb el diploma de soci honorari.
L'any 1914 l'Ajuntament de Figueres li va dedicar un homenatge, amb motiu del qual es va dedicar el fulletó Diada d'homenatge en record dels Mestre N'Albert Cotó, a qui glorifica la ciutat de Figueras (5 de maig de 1914).

## Obra
Les composicions d'Albert Cotó s'han diferenciat en dos períodes: de 1878 a 1888, amb unes 500 obres, bàsicament de música ballable i des de 1888 a 1905, una etapa complementària a la primera però més refinada, que serà el resultat del contacte amb els ambients musicals barcelonins i moments en què compon unes quaranta sarsueles.
La seva música arribà al punt més àlgid els anys 1886-1895, moments en el que els seus ballables arribaren a tenir valor simfònic. La destacar La Desposada, Inquietud, Bonanza i A toda vela.
Va compondre música de cambra, orquestral i nombroses sardanes.
- Un suspiro para mi patria (1885), per a violí i piano

### Obres per a l'escena: sarsueles i altres
- A la Virreina (1896), lletra de Josep Peracaula i Matheu
- El anillo mágico (1902)
- El arte lírico, ó Géneros de uso: sátira teatral cómico-lírica-bailable (1903), lletra de Manuel Caba Martínez, en un acte
- La bella chiquita (1893), lletra de Rafael Castillo
- Correo nacional: revista postal cómico-lírica (1891), lletra de Frederic Busutil,[1] en un acte
- De Enero a Enero, ó Calendario en un año: revista. Estrenada al Teatre Principal de Barcelona, el dissabte, 9 de desembre de 1899, lletra de Joaquim Montero i Delgado, en un acte
- ¡Ensayo de líos!, lletra d'Alfons Marxuach, en un acte. Estrenada al Teatre Calvo-Vico de Barcelona, el 28 de juny de 1889.
- Gente de mar: zarzuela (1903), lletra de Pedro Sañudo Autrán, en un acte
- Idaura, o, El peine de oro (1895), lletra de Timoteu Coll i Vilades, en tres actes
- La panadera: sainete lírico (1899), lletra de Delfín Jerez Bosco i Anselmo Fernández, en un acte
- Plaza partida: juguete cómico-lírico (1894), lletra de Daniel Banquells i d'Eduardo Montesinos, en un acte
- El primer premio (1889), lletra de Julio de las Cuevas i José Caldeiro
- El Prior y el priorato: juguetillo lírico (1892), lletra de José Sala Julién, en un acte
- El rayo: juguete cómico-lírico (1898), lletra de Salvador Maria Granés,[2] en un acte
- Sobre el terreno: apropósito cómico lírico (1892), lletra d'Alfons Marxuach i Adelardo de Reyes, en un acte
- Los tres claveles (1895), lletra de Julio de las Cuevas García i Alfonso Tobar, en un acte
- El viaje imprevisto, en quatre actes

### Obres vocals
- La fira de Santa Creu (1882), composició coral
- ¡Mi último valz!, cançó amb lletra d'E. Montesinos (fill)
- ¡No verte, lletra de Josep Amat i Capmany
- Vilafant, sobre una poesia de Lluís Pinadell Vilanova[3]

### Balls vuit-centistes
- Americanes: A toda vela, Amapola, La aparición, La boda, Clorinda, Dalia, La desposada, La góndola, La luciérnaga, Miedosa, Raida, Rosa, La última lágrima
- Danzas (?): Asunción:, La barquilla, La boda, Delicias del campo (1905), En la aldea (1905), La esmeralda, La indiana: gran danza, Inquietud, Marinerita, La mariposa, La mascarita (1892), La mística, Nina, La palomita, Rosaura (1892), La válvula
- Havaneres: La bienechura, El canario, Carmelita, La conversión, El jockey, Malvina, Mi reina
- Llancers: Los aristócratas, Los embajadores, Los empleados
- Masurques: La bayadera (1892), La brújula, Carmen, La chula, La electricidad, Flor de lis, Lila, Margarita, La novicia, Nube de verano (1890), La princesa, Rosa de Mayo (1905), La saeta, La suegra
- Polques: Anís del Velocípedo, Azucena, La bacanal, La Carinyosa, Champagne de Reus, Damisela,[4] El escándalo, Monroc-Peña (orquestració moderna de Josep Agustí Garcia), La Maruja (1905), La moza, Pizpireta (1892), La tornera, Weyler
- Rigodons: El ataque, Los alabarderos, Espuela de caballero, Los trasnochadores
- Schotisch: El alcázar (1892), El crepúsculo (1905), El diputado, El embajador, El ministro, El Parísién, Pensamiento, El viaje a Suiza (vegeu a Arxius de so)
- Tangos: Anís Barcino, El esclavo
- Valsos: Éxtasis: vals Boston, El nardo (1905), El pantano, Zailán
  - Vals-jota: Allá va eso, El andarín, El baturro, El Calañés, El capote, El carnaval, El chapuzón (1892), El chavó, El clavel, El gitano, Guerrita, El minuto, El pelotari, El picador, Reverte, Torbellino, El turista, El valenciano (1905)
- El cielo de Andalucía, conté 12 sevillanes (Sevilla, Granada, Málaga, Cádiz, Jaen, Córdoba, Huelva, Almería, Jerez, Écija, Linares, Loja)
- Danza de negros: capricho cubano (1892)
- Espartero, pas-doble amb lletra de Pascual Guillén Aznar
- La java: pericón
- Los sablistas: quadrilla (1892)

### Sardanes
- A orillas del Nilo, amb lletra de Pascual Guillén Aznar. L'autor també la denominà com a americana
- Absència
- L'albada (1885)
- La campinya
- Cant d'amors (pòstuma, 1916)
- Dalt la serra
- Desengany (pòstuma, 1906)
- La Feliseta (1902)
- Les festes de la Mercè (1902), revessa[5]
- Les fires de Santa Creu (1882)
- El plor d'una nina
- El Portfolio de Eldorado, sardana de la revista
- Primavera
- El prior y el priorato (1892), sardana de la sarsuela
- Retorn de festa
- T'estimo, per a piano
- El tamboriler
- La vesprada (1885)